# Negyedik isonzói csata
A IV. isonzói-csata 1915. november 10-én vette kezdetét és december 2-áig tartott. Csakúgy mint a III. isonzói csatában, a harc most is főleg Görz térségében összpontosult. Mindkét fél egyre több hadosztályt, ágyút küldött a térségbe, ám az olasz csapatoknak hiába volt kétszer annyi lövegük, mint a Monarchia csapatainak, a munícióhiány és az időjárási viszonyok, terepadottságok miatt létszámfölényüket nem tudták kihasználni.

## A csata
A csata főleg Görz térségében zajlott, kisebb, de eredményesebb olasz hadmozdulatok történtek az Isonzó folyó felső és alsó folyásánál is. Az olasz 2. hadsereg elfoglalta Oslaviát, a harmadik hadsereg pedig a tengerpart irányába nyomult előre, itt néhány kilométerre vonultak be a Monarchia területére. Boroevic – a Monarchia térségbeli parancsnoka új védelmi vonalakat hozott létre az olasz támadás megállítására, ám nem ezek, hanem legfőképpen az időjárás, a tél beállta állította le az offenzívát.

## Eredmények
Az olasz csapatok – bár megállították előrenyomulásukat – fontos stratégiai pozíciókat szereztek meg az Isonzó mentén, így felkészülhettek egy nagy tavaszi offenzívára. A monarchia csapatai kibővültek, több hadosztályt vezényeltek át a keleti frontról és egyre nagyobb számban jelentenek meg németországi hegyi vadász századok is.

## Kapcsolódó szócikk
- Isonzói csaták